# Charlie Dobson
Charlie Dobson (n. 20 octombrie 1999, Colchester, Anglia, Regatul Unit) este un sprinter ce a reprezentat Regatul Unit al Marii Britanii și al Irlandei de Nord, medaliat olimpic. A participat la o ediție a Jocurilor Olimpice (2024) în care a câștigat o medalie de bronz în proba de 4×400 de metri.

## Palmares
| An   | Competiție                     | Locație            | Loc | Eveniment    | Note    |
| ---- | ------------------------------ | ------------------ | --- | ------------ | ------- |
| 2018 | Campionatul Mondial de Juniori | Tampere, Finlanda  | 2   | 200 m        | 20,57   |
| 2022 | Campionatul European           | München, Germania  | 4   | 200 m        | 20,34   |
| 2022 | Campionatul European           | München, Germania  | 1   | 4×400 m      | 2:59,35 |
| 2023 | Campionatul Mondial            | Budapesta, Ungaria | 3   | 4×400 m      | 2:58,71 |
| 2024 | Ștafetele Mondiale             | Nassau, Bahamas    | 10  | 4×400 m mixt | 2:59,11 |
| 2024 | Campionatul European           | Roma, Italia       | 2   | 400 m        | 44,38   |
| 2024 | Jocurile Olimpice              | Paris, Franța      | 11  | 400 m        | 44,48   |
| 2024 | Jocurile Olimpice              | Paris, Franța      | 3   | 4×400 m      | 2:55,83 |